# Chiesa di San Gregorio Taumaturgo (Borgo Chiese)
La chiesa di San Gregorio Taumaturgo è una chiesa conventuale a Condino, frazione di Borgo Chiese in Trentino. Appartiene alla parrocchia di Santa Maria Assunta, rientra nella zona pastorale delle Giudicarie dell'arcidiocesi di Trento e risale al XVIII secolo.

## Storia
Nel 1742 a Condino, approvando una decisione comunale di pochi anni prima, iniziò la costruzione del convento per i frati cappuccini vicino alla zona di Pagne. Nel 1744 venne benedetta anche la prima pietra della nuova chiesa che sorse vicina al convento. Dopo la sua costruzione la facciata venne decorata con un affresco raffigurante San Gregorio. La chiesa venne ultimata nel 1757 e nel 1768 il principe vescovo di Trento Cristoforo Sizzo de Noris la consacrò con funzione solenne dedicandola a San Gregorio Taumaturgo.
Durante l'invasione napoleonica l'ordine cappuccino venne soppresso e i frati costretti ad abbandonare sia la chiesa sia il convento, ma finito tale periodo la situazione ritornò alla condizione precedente.
Nella seconda parte del XIX secolo il coro della chiesa venne ampliato e fu costruita la cappella dedicata alla Madonna.
Col XX secolo in varie occasioni la chiesa fu oggetto di lavori e restauri, iniziando con la sostituzione 
di una campana, poi riparando i danni causati dagli eventi bellici tra il 1915 ed il 1918 e decorando la facciata meridionale con una meridiana.
Durante il secondo conflitto mondiale un B-25J Mitchell alleato colpito dalla contraerea cadde sul complesso uccidendo due frati e distruggendo quasi ogni cosa. 
Si salvò solo la facciata della chiesa e parte delle pareti. I cappuccini si trasferirono nella vicina chiesa di San Rocco.
Nella seconda metà del XX secolo, dopo i lavori di ricostruzione del convento, si pensò anche alla chiesa. Furono riedificati e rinnovati presbiterio, coro, e sacrestia. La facciata ebbe un portico, e gli interni riarredati recuperando quanto non era stato distrutto. Fu anteposto un portico. All'interno vennero riutilizzati gli arredi recuperabili e sostituiti quelli distrutti. La benedizione della chiesa, alla fine della sistemazione dell'altar maggiore, avvenne nel 1949.
Tra il 1970 e il 1980 è stato realizzato l'adeguamento liturgico con la sistemazione dell'altare rivolto al popolo in posizione avanzata nel presbiterio. L'altare maggiore storico è stato mantenuto col suo tabernacolo per la custodia eucaristica mentre le balaustre originali sono state rimosse.

## Convento dei cappuccini
Durante la terza guerra d'indipendenza italiana l'edificio venne utilizzato a scopi militari. In seguito venne restituito ai frati, e seguì le sorti della chiesa.
Dopo la completa distruzione in seguito alla caduta di un bombardiere alleato, alla conclusione del secondo conflitto mondiale, si pensò subito alla sua ricostruzione grazie al sostegno dei fedeli, delle parrocchie e delle comunità vicine. Anche alcuni associazioni di emigrati contribuirono e dopo due anni di lavori il nuovo convento fu pronto. Venne benedetto nel 1948.
A partire dal 1970 il complesso venne ceduto ad un'associazione di aiuto alle ragazze con problemi di disabilità. Dal XXI secolo l'ex convento è divenuto un centro per ritiri. Dall'inizio del 2008 nessun frate cappuccino risiede più a Condino.

## Descrizione

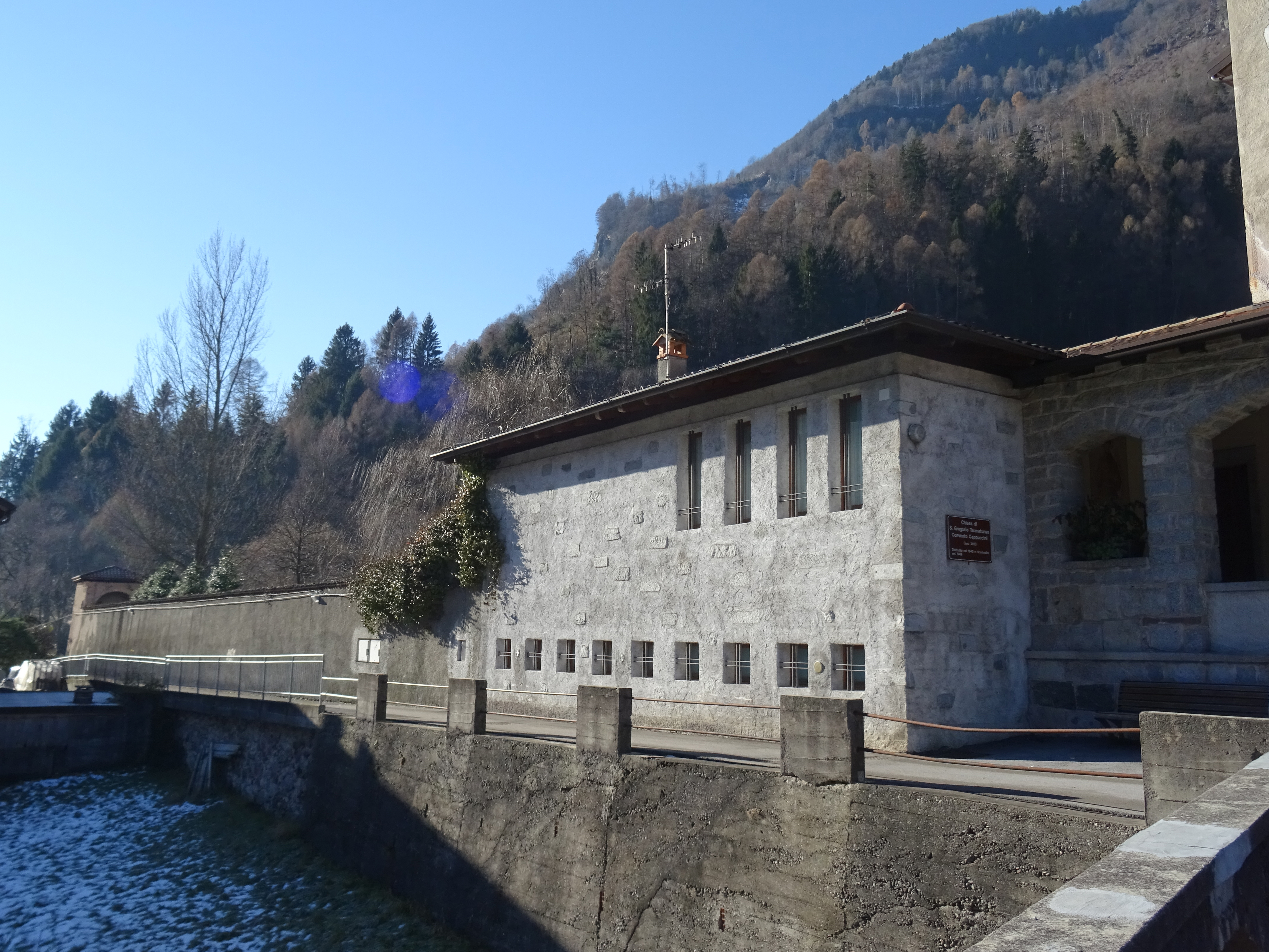
Convento.

### Esterni
Il luogo di culto si trova in posizione elevata accanto al rio Cron, affluente di destra del Chiese e presenta orientamento verso nord-ovest. La facciata a capanna con due spioventi è preceduta dal grande portico in granito ed è caratterizzata dal grande affresco raffigurante San Gregorio Taumaturgo sotto il quale si apre l'oculo che porta luce alla sala.

### Interni
La navata interna è unica, con volta a botte. La sala è ampliata dalla cappella laterale destra dedicata alla Madonna. Il presbiterio è leggermente elevato. Le decorazioni sono attribuite a Carlo Bonacina.